# Lycée Kitano
Le Lycée Kitano (nom entier:  Lycée Kitano de la préfecture d'Osaka  (大阪府立北野高等学校, Ōsaka Furitsu Kitano Kōtōgakkō) est une école secondaire d'Osaka au Japon, fondée en 1873.
Depuis 1931, l’école se trouve dans l'arrondissement Yodogawa-ku. Elle est gérée par le conseil préfectoral de l'Éducation d'Osaka (en). Elle est désignée « école modèle » par le ministère de l'Éducation, de la Culture, des Sports, des Sciences et de la Technologie.

## Histoire
Le lycée Kitano a été fondé en tant qu'école de style européen à Namba Mido en 1873, et refondé en tant que lycée numéro un de la préfecture d'Osaka en 1877. En 1889, l'école a été déplacée dans un nouveau bâtiment à Dojima, et le logo de l'école a été réalisé la même année. En 1902, l'école a été déplacée une nouvelle fois, à Kitano et rebaptisée. Après 29 ans, l'école a été déplacée à son emplacement actuel.
Après la Seconde Guerre mondiale, en 1948, l'école a commencé à échanger des étudiants et des enseignants avec l'école secondaire préfectorale Otemae d'Osaka.

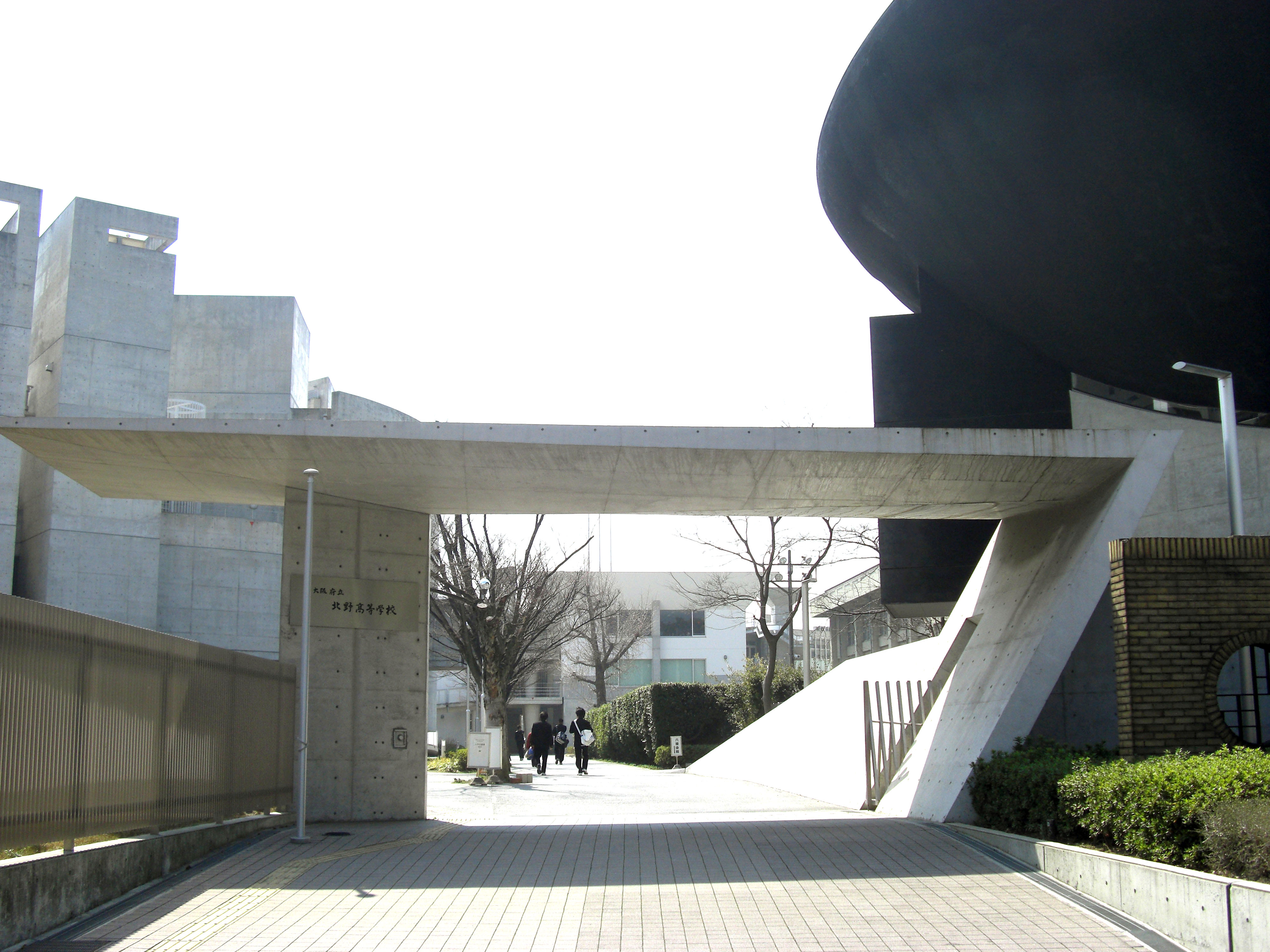
Entrée du lycée Kitano.

## Anciens élèves
- Akira Yoshino, prix Nobel de chimie
- Hidetsugu Yagi (1886-1976), inventeur de l'antenne Yagi
- Osamu Hayaishi, lauréat du prix Wolf de médecine
- Osamu Tezuka (1928-1989), mangaka
- Den Fujita, fondateur de McDonald's Company (Japon), Ltd
- Junko Abe, actrice
- Kenji Kasahara
- Tōru Hashimoto, ancien maire de la ville d'Osaka
- Yuzō Saeki, peintre
- Hisaya Morishige, acteur et comédien
- Hiroshi Noma, auteur
- Motojirō Kajii, auteur
- Shika Kawajo, homme politique
- Ryōichi Kuroda, homme politique
- Midori Matsushima, femme politique
- Kanae Yamamoto, femme politique
- Tamiki Wakaki, mangaka
- Tomomi Inada, femme politique, ministre